# Эльтманн
Эльтманн (нем. Eltmann) — город и городская община в Германии, в земле Бавария. 
Подчинён административному округу Нижняя Франкония. Входит в состав района Хасберге.  Население составляет 5265 человек (на 31 декабря 2010 года). Занимает площадь 39,97 км². Официальный код  —  09 6 74 133.
Городская община подразделяется на 8 городских районов.

## Население
По оценке на 31 декабря 2015 года население общины Эльтманн составляет 5280 чел. 

| Дата      | 1840 | 1871 | 1900 | 1925 | 1939 | 1950 | 1961 | 1970 | 1987 | 2011 |
| --------- | ---- | ---- | ---- | ---- | ---- | ---- | ---- | ---- | ---- | ---- |
| Население | 2499 | 2740 | 2997 | 3239 | 3586 | 4753 | 4951 | 5165 | 4982 | 5289 |

| Год       | 1960 | 1970 | 1980 | 1990 | 2000 | 2009 | 2010 | 2011 | 2012 | 2013 | 2014 | 2015 |
| --------- | ---- | ---- | ---- | ---- | ---- | ---- | ---- | ---- | ---- | ---- | ---- | ---- |
| Население | 4849 | 5119 | 4910 | 5283 | 5562 | 5232 | 5265 | 5330 | 5296 | 5241 | 5237 | 5280 |